# Піурія
Піурія (гр. πύον «гній» , ούρον «сеча») — зміни в сечі, які виникають через надлишкове потрапляння туди білих кров'яних тілець (лейкоцитів) або гною.
Про піурію свідчать як мінімум 10 лейкоцитів на 1 кубічний міліметр (мм³), відцентрованої сечі. Піурія характеризується каламутною сечею і часто виникає внаслідок інфекції сечовивідних шляхів. 

## Основні причини
Піурія є симптомом, який може виникнути внаслідок багатьох захворювань. Найчастіше її спричинює бактеріальне запалення в будь-якій області сечовидільної системи, включаючи нирки, сечоводи, сечівник або сечовий міхур. 
До інших причин появи гною в сечі належать: інтерстиціальний цистит, бактеріурія при сепсисі, урогенітальний туберкульоз, камені сечовивідних шляхів, аутоімунні захворювання, деякі гельмінтози, пухлини сечовивідних шляхів, полікістоз нирок.